# SN 2010jt
SN 2010jt – supernowa odkryta 6 listopada 2010 roku w galaktyce A234339-4119. W momencie odkrycia miała maksymalną jasność 19,00m.